# Kończewice (województwo pomorskie)
Kończewice (niem. Kunzendorf) – wieś sołecka w Polsce położona w województwie pomorskim, w powiecie malborskim, w gminie Miłoradz na obszarze Żuław Wiślanych. Wieś znajdowała się na szlaku Żuławskiej Kolei Dojazdowej. Południowym obrzeżem Kończewic prowadzi droga krajowa nr 22.
Wieś królewska położona była w II połowie XVI wieku w województwie malborskim.
W latach 1954–1972 wieś należała i była siedzibą władz gromady Kończewice. W latach 1975–1998 miejscowość administracyjnie należała do województwa elbląskiego.
Wieś założona została w 1338 przez Dietricha von Altenburg. Przed 1945 znajdowała się tu restauracja Hehle.

## Zabytki
Według rejestru zabytków NID na listę zabytków wpisany jest kościół pw. Wniebowzięcia NMP, 2 poł. XIV, 1742, nr rej.: A-283 z 27.03.1962.
Kościół gotycki, z cegły, zbudowany w 2. poł. XIV w., dobudowa wieży w XV w., remontowany w 1742 i 1904 r. Trójnawowy z wieżą frontową.